# Atualidades (formato de notícias)
Atualidades é um gênero do jornalismo televisivo no qual as principais notícias são discutidas em profundidade e com atualidade.  
Diferencia-se dos noticiários tradicionais, que priorizam a apresentação imediata das informações com o mínimo de análise, e também dos programas do formato revista de notícias, pois os fatos são debatidos assim que acontecem.  
No Reino Unido, programas da BBC como This World, Panorama, Real Story, BBC Scotland Investigates, Spotlight, Week In Week Out e Inside Out se enquadram nessa definição.
No Canadá, a CBC Radio produz diversos programas de jornalismo investigativo, tanto em âmbito nacional — como The Current e As It Happens — quanto regional, com atrações matinais como Information Morning, formato que a emissora de rádio desenvolveu nos anos 1970 para reconquistar audiência da televisão.
Na Austrália, o programa A Current Affair, criado pela Nine Network nos anos 1970, foca em questões comunitárias geralmente ignoradas pelos telejornais. Entre os temas recorrentes estão: infrações no trânsito, golpes de empreiteiros, conflitos entre vizinhos e casos de corrupção. A atração também aborda histórias de figuras locais e dicas de estilo de vida. Já o Today Tonight, exibido pela Seven Network entre 1995 e 2019, seguia formato semelhante, cobrindo pautas parecidas.  
Além disso, publicações como Private Eye, The Economist, Monocle, The Spectator, The Week, The Oldie, Investors Chronicle, Prospect, MoneyWeek, New States Man, Time, Fortune, BBC History Magazine e History Today são frequentemente classificadas como revistas de atualidades.